# Alessandro Poss
Alessandro Giacomo Poss (Milano, 31 dicembre 1876 – 10 agosto 1957) è stato un imprenditore e politico italiano.
Industriale cotoniero, fondatore del cotonificio Poss di Milano, è stato vicepresidente della Società per la filatura dei cascami seta, vicepresidente e presidente della Società "Chatillon", consigliere della Società lombarda per la distribuzione di energia elettrica. Nominato senatore nel 1939, decaduto per sentenza dell'Alta corte di giustizia per le sanzioni contro il fascismo pronunciata il 29 novembre 1945 e confermata dalla Cassazione il 9 giugno 1947.